# Kuppet i Loshult
Kuppet i Loshult var et kup under den Skånske Krig, hvor den svenske hær berøves hele krigskassen. 
I juli 1676 lykkedes det en gruppe gøngebønder i Loshult at få fat i Karl 11.s krigskasse på 50.000 rigsdaler. Krigskassen bestod af sølvmønter, store kobberplader og kongens silketelt. Nogle af kobberpladerne vejede helt op til 20 kilogram. Det samlede krigsbytte var fordelt på cirka 250 vogne, stående ved Loshult Kirke. 
Efter krigen forsøgte Karl 11. at opspore sine kobberplader, men kun et fåtal dukkede op igen. Bønderne har sikkert skjult kobberpladerne ved at grave dem ned[kilde mangler]. Så sent som i 1996 fandt man 10 kobberplader nord for Loshult, da man skulle plante skov. Kuppet i Loshult er gået over i historien som et eksempel på snaphanernes modstand mod den svenske konge Karl 11. og hans hær.